# Бре, Филипп Жак ван
Филипп Жак ван Бре (фр. Philippe-Jacques Van Bree; 1 января 1786, Антверпен, Брабант — 16 февраля 1871, Сен-Жосс-тен-Ноде) — бельгийский художник. Младший брат художника Маттеуса ван Бре.

## Биография
Родился в 1786 году в Антверпене. Учился живописи в академии художеств родного города, где его основным учителем был старший брат, к тому времени — преподаватель академии. В 1805 году впервые публично выставил свои работы (в Антверпене), а в 1811 году уехал в Париж, где совершенствовал своё мастерство под руководством художника Анн-Луи Жироде-Триозона. В 1816 году получил стипендию от правительства только что получивших независимость от Франции Нидерландов, в состав которых в 1814—1831 годах входила его родная Бельгия, и отправился в Рим, где прожил до 1834 года.  Время от времени путешествовал по Европе, в частности, несколько раз посетил Париж. В 1834 году переехал в Брюссель, ставший к тому времени столицей независимой Бельгии.
Изображал романтические руины, городские виды, исторические, мифологические, религиозные и жанровые сцены; однако в поздние годы сосредоточился в основном на обнажённой натуре, изображая привлекательных девушек на многофигурных композициях, нередко, с ориентальным или итальянским колоритом.
В довольно пожилом возрасте был назначен куратором (главным хранителем) Королевских музеев Брюсселя. 
Скончался в Брюсселе в 1871 году. 
Работы ван Бре хранятся в нескольких крупных музеях Бельгии, включая Дом Рубенса, Королевский музей изящных искусств Антверпена и Королевский музей изящных искусств Брюсселя, который он когда-то возглавлял. 

## Галерея
- Итальянки у фонтана
- Гарем
- Юность Папы Римского Сикста V
- Первое позирование
- Мария Стюарт в тюрьме перед казнью.
- Сцена в таверне XVII столетия (красавица-официантка)
- Никола Пуссен в Римской Кампании